# Kharkat
Kharkat (persiska: خرکت) är en ort i Iran.   Den ligger i provinsen Khorasan, i den nordöstra delen av landet, 700 km öster om huvudstaden Teheran. Kharkat ligger 1 978 meter över havet och antalet invånare är 641.
Terrängen runt Kharkat är huvudsakligen kuperad, men norrut är den bergig. Kharkat ligger nere i en dal. Runt Kharkat är det ganska glesbefolkat, med 35 invånare per kvadratkilometer. Närmaste större samhälle är Īdah Līk, 18,1 km norr om Kharkat. Trakten runt Kharkat består i huvudsak av gräsmarker.